# Valerij Lobanovskyj
Valerij Lobanovskyj (Oekraïens: Вале́рій Васи́льович Лобано́вський, Russisch: Вале́рий Васи́льевич Лобано́вский) (Kiev, 6 januari 1939 – Zaporizja, 13 mei 2002) was een voetballer en trainer uit Oekraïne. Voor het uiteenvallen van de Sovjet-Unie was hij bekend onder zijn Russische naam Valeri Lobanovski. Hij is vooral bekend als coach van Dinamo Kiev en het voetbalelftal van de Sovjet-Unie.
Wat hem kenmerkte, was dat bij hem niet het individu, maar het collectief centraal stond. Hij benaderde voetbal wetenschappelijk. Zo werden zijn spelers continu aan tests en analyses onderworpen. Ook scheen hij nogal bekend te staan wegens zijn autoritaire houding naar zijn spelers.
Die aanpak werkte wel, want met Dynamo Kiev won Lobanovskyj dertien landskampioenschappen, tien nationale bekers, twee keer de Europacup II en een Europese Supercup. In 1988 bereikte hij met het Sovjet voetbalelftal de finale van het Europees kampioenschap voetbal 1988, die verloren werd van het Nederlands elftal.
Lobanovskyj ligt begraven op de Bajkove-begraafplaats.

## Erelijst
Als speler
 Dinamo Kiev
- Sovjet Top Liga: 1961
- Beker van de Sovjet-Unie: 1964

Als trainer
 Dnipro Dnipropetrovsk
- Pervaja Liga: 1971

 /  Dynamo Kiev
- Europacup II: 1975, 1986
- Europese Supercup: 1975
- Sovjet Top Liga / Premjer Liha: 1974, 1975, 1977, 1980, 1981, 1985, 1986, 1997, 1998, 1999, 2000, 2001
- Beker van de Sovjet-Unie / Beker van Oekraïne: 1974, 1978, 1982, 1985, 1987, 1990, 1998, 1999, 2000
- Supercup van de Sovjet-Unie: 1980, 1985, 1986
- GOS-beker: 1997, 1998

Individueel
- Beste trainer aller tijden – een van de vijf trainers[1] die een plaats bezetten in de top 10 van France Football, World Soccer en ESPN
  - 6e plaats (France Football): 2019
  - 6e plaats (World Soccer): 2013
  - 8e plaats (ESPN): 2013

1 Dasajev ·
2 Bezsonov ·
3 Tsjivadze ·
4 Morozov ·
5 Demjanenko  ·
6 Boebnov ·
7 Jaremtsjoek ·
8 Jakovenko ·
9 Zavarov ·
10 Koeznetsov ·
11 Blochin ·
12 Bal ·
13 Lytovtsjenko · 
14 Rodionov ·
15 Larionov ·
16 Tsjanov ·
17 Jevtoesjenko ·
18 Protasov ·
19 Bilanov ·
20 Alejnikaw ·
21 Rats ·
22 Krakovskji ·
Coach: Lobanovskyj
1 Dasajev  ·
2 Bezsonov ·
3 Chidijatoellin ·
4 Koeznetsov ·
5 Demjanenko ·
6 Rats ·
7 Alejnikaw ·
8 Lytovtsjenko ·
9 Zavarov ·
10 Protasov ·
11 Bilanov ·
12 Visjnevskji ·
13 Soelakvelidze ·
14 Soekristov ·
15 Mychajlytsjenko ·
16 Tsjanov ·
17 Dmitrijev ·
18 Hotsmanov ·
19 Baltatsja ·
20 Pasoelko ·
Coach: Lobanovskyj
1 Dasajev  ·
2 Bezsonov ·
3 Chidijatoellin ·
4 Koeznetsov ·
5 Demjanenko ·
6 Rats ·
7 Alejnikaw ·
8 Lytovtsjenko ·
9 Zavarov ·
10 Protasov ·
11 Dobrovolski ·
12 Borodjoek ·
13 Tsveiba ·
14 Ljoetyj ·
15 Jaremtsjoek ·
16 Tsjanov ·
17 Zygmantovitsj ·
18 Sjalimov ·
19 Fokin ·
20 Gorloekovitsj ·
21 Brosjin ·
22 Oevarov ·
Coach: Lobanovskyj